# SN 1993O
SN 1993O – supernowa typu Ia odkryta 26 maja 1993 roku w galaktyce A133107-3312. Jej maksymalna jasność wynosiła 17,79m.